# Grupo Pictet
El Grupo Pictet, fundado en Ginebra en 1805, es un banco privado especializado en la gestión de activos y patrimonios para clientes particulares e instituciones financieras del mundo entero. Es actualmente uno de los bancos privados líderes de Suiza y uno de los principales gestores de activos y patrimonios independientes en Europa. En el año 2024, el Grupo gestiona activos con un valor de 724.000 millones de francos suizos.
Desde su fundación, el grupo Pictet ha actuado como sociedad y ha contado con 47 socios, cada uno con una antigüedad de más de 21 años. Actualmente, actúa como sociedad colectiva compuesta por siete socios gestores que son los responsables de todos los negocios del Grupo. Desde 1805 el Grupo ha crecido de forma significativa sin realizar adquisiciones o lanzamientos en bolsa.
El grupo Pictet no se dedica a la inversión bancaria, ni tampoco a los préstamos comerciales. El capital del Grupo excede de forma significativa los niveles que exige la normativa suiza : su coeficiente de capital total es de 24.5%, el cual es capital básico Tier 1. El banco Pictet & Cie tiene una estabilidad financiera de P-1/Aa2 según Moody's, y F1+/AA- según Fitch.

## Historia

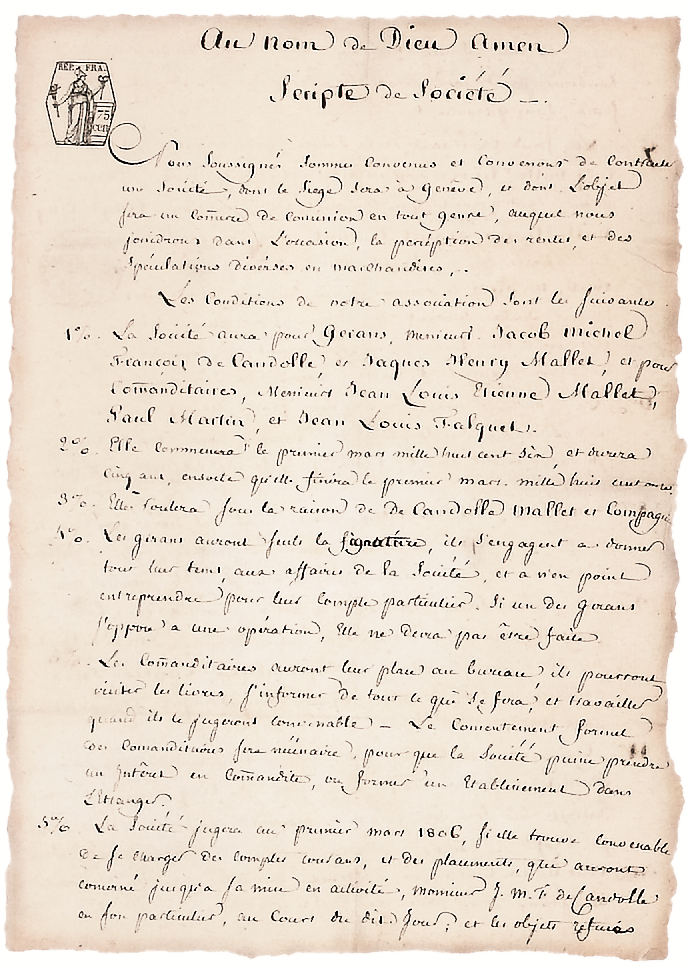
El Scripte de société (memorándum de la asociación) del Banque de Candolle Mallet & Cie (1805)

Los orígenes del Grupo Pictet se remontan a la fundación del Banque de Candolle Mallet & Cie en Ginebra el 23 de julio de 1805. Ese día, Jacob-Michel-François de Candolle y Jacques-Henry Mallet, con tres socios comanditarios firmaron el Scripte de Société (memorándum de la asociación) para crear una sociedad. Al igual que el resto de los bancos en Ginebra en esa época, el Grupo Pictet empezó comerciando con bienes, pero pronto abandonó el comercio para concentrarse en asistir a clientes en sus negocios financieros y comerciales, asesorándoles y gestionando sus patrimonios. Hacia el año 1830, alanzó una amplia gama de valores en representación de sus clientes, para diversificar sus riesgos. 
Tras el fallecimiento de Candolle en 1841, el sobrino de su mujer, Edouard Pictet, se unió a la sociedad y, desde entonces, el nombre Pictet ha tenido relación con el banco. Entre los años 1890 y 1929, el Banco atravesó un periodo de crecimiento importante. El número de empleados creció de 12 a más de 80 en 30 años. Aunque la familia Pictet colaboró estrechamente con el banco desde mediados del siglo XIX, no fue hasta el año 1926 que la empresa cambió su nombre a Pictet & Cie.
Después de un periodo de estancamiento marcado por la Gran Depresión de los años 30 y la Segunda Guerra Mundial, el Grupo Pictet comenzó a expandirse en los años 50 al tiempo que los países occidentales entraban en un periodo prolongado de prosperidad y crecimiento económico. A finales de la década de los 60, el banco se embarcó en el nuevo negocio de la gestión de activos institucionales, el cual representa hoy la mitad de los activos que gestiona. En 1974 abrió una oficina en Montreal, la primera de su actual cadena de 27 oficinas en todo el mundo. Su plantilla ha crecido de 70 equipos en el año 1950 a 300 en 1980.
Pictet celebró su bicentenario en 2005 como el tercer gestor de patrimonios más amplio de Suiza y uno de los principales bancos privados de Europa. Al año siguiente, la sede del Banco se trasladó al barrio ginebrino de Acacias, en pleno desarrollo.
En el año 2014, el Grupo Pictet cambió su estructura legal de una simple sociedad a una sociedad en comandita por acciones la cual actúa como grupo para sus actividades en todo el mundo. Esto fue concebido así para que el Grupo pudiera gestionar sus negocios en un ambiente internacional, y permitir, a su vez, que sus ocho socios, que son gestores propietarios del Grupo, puedan mantener las normas de sucesión que han permanecido inalteradas desde hace más de 200 años. Estas normas no permiten pasar la propiedad de padres a hijos: es un estatus temporal que termina una vez que el socio se ha retirado. Los socios transfieren la propiedad del Grupo en periodos de cinco a diez años de manera que siempre hay socios de tres generaciones diferentes dentro de la familia, para evitar el problema que pueda acarrear el cambio generacional. El Grupo se incorporó posteriormente, en el año 2005, a los Henokiens, una asociación de negocios familiares y empresas bicentenarias.

## Servicios
El Grupo Pictet actúa asignando actividades de negocios y funciones clave como recursos humanos, control de riesgo y asuntos legales a socios diferentes. Las diversas actividades de la sociedad son supervisadas por un pequeño comité, para evitar que un solo socio sea el responsable de una área entera. El Socio Principal del Grupo, que el socio más antiguo en el momento del nombramiento, supervisa las áreas corporativas concernientes a las Recursos humanos, la auditoría, riesgo y cumplimiento.

### Gestión de patrimonios
Pictet Wealth Management proporciona experiencia a los bancos privados, soluciones de patrimonio para propietarios de grandes fortunas y servicios de oficina familiar para familias con patrimonios excepcionales. Los servicios incluyen una gestión dedicada de los activos, asesoramientos en la selección de estrategias e inversión, ejecución en mercados mundiales, salvaguarda de los activos de los clientes y un seguimiento continuo. Para los fondos especulativos, el capital inversión y las inversiones inmobiliarias, Pictet Alternative Advisors, una unidad independiente, selecciona una tercera parte de gestores de inversión para crear inversiones alternativas. 
Mediante una red de 22 oficinas en todo el mundo, los servicios de gestión de patrimonios de Pictet alcanzaron, a fecha de 31 de diciembre de 2024, un valor de 277.000 millones de francos suizos en activos bajo gestión y contaban con 1227 empleados a tiempo completo, incluyendo 361 banqueros privados.
El 26 de noviembre de 2012 se comunicó que la unidad de gestión de patrimonios de Pictet era objeto de una investigación del Departamento de Justicia de EE. UU. (DOJ), relativa a su presunta contribución a evasión de impuestos.El 4 de diciembre de 2023 Pictet ha alcanzado un acuerdo final con el DOJ para resolver una antigua investigación relativa a servicios prestados por su división de banca privada a clientes que eran contribuyentes de EE. UU. entre 2008 y 2014. Conforme a un acuerdo de enjuiciamiento diferido durante tres años, Pictet acordó pagar la cantidad total de 122,9 millones de USD (106,8 mill. CHF), de los cuales 38,9 millones de USD (33,8 mill. CHF) corresponden a la multa.

### Gestión de activos institucionales y fondos de inversión
Pictet Asset Management gestiona activos para inversores institucionales y fondos de inversión, incluyendo importantes fondos de pensiones, fondos soberanos e instituciones financieras. También gestiona activos para inversores individuales mediante mandatos, productos y servicios. Ofrece a los clientes asistencia para gestionar capitales, ingresos fijos, múltiples activos y estrategias alternativas.
Mediante una red de 18 oficinas repartidas por el mundo, Pictet Asset Management alcanzó, a fecha de 31 de diciembre de 2024 activos bajo gestión por valor de 261.000 millones de francos suizos y contaba con 1119 empleados a tiempo completo, incluyendo 489 inversores profesionales.

### Asset services
Pictet Asset Services ofrece servicios para los gestores de activos, fondos de pensión y bancos, los cuales incluyen: servicios de fondos para inversores privados o institucionales o para gestores de activos independientes, servicios de custodia en más de 80 países. Los servicios de fondos incluyen el establecimiento de fondos, su administración y su gobierno. Con nueve centros operativos Pictet Asset Services alcanzó, a fecha de 31 de diciembre de 2024, activos bajo custodia por valor de 234.000 millones de francos suizos, y contaba más de 224 empleados a tiempo completo.

### Alternative Investments
Constituido a principios de los años 90, el departamento de inversiones alternativas de Pictet (Pictet Alternative Advisors) tiene por objetivo la selección de gestores de hedge funds y de private equity tanto para sus clientes como para sus propios fondos de fondos. Pictet lanzó su primer fondo de hedge funds en junio de 1992, desarrollando posteriormente una amplia gama de productos, incluyendo fondos externos y servicios relacionados con inversiones alternativas.

## Premio Pictet
En 2008, el grupo Pictet lanzó el Premio Pictet, un premio de fotografía que destaca las interacciones y problemas de la sociedad. Cada año, se invita a los fotógrafos nominados a presentar una serie de fotografías sobre un tema elegido como « La Tierra » (2009) o « Storm » (2024). El ganador es seleccionado por un jurado independiente presidido por David King. Kofi Annan fue presidente del premio desde su creación en 2008 hasta su muerte en 2018.